# با هم
برنامه با هم ("Juntos")، برنامه کمکهای نقدی انتقالی با هدف توسعه سرمایه انسانی و شکستن چرخه انتقال فقر بین نسلی است که در ماه فوریه سال ۲۰۰۵، توسط دولت آلخاندرو تولدو در پرو به اجرا گذاشته شد. به موجب این برنامه یارانه سی دلاری نقدی به شرطی به خانواده‌های فقیر اعطا می‌شد که آن‌ها فرزندانشان را به مدارس و مراکز بهداشتی می‌فرستادند. برای واجد شرایط شدن، این خانواده‌ها می‌بایست فرزندانی زیر ۱۴ سال می‌داشتند و جایی زندگی می‌کردند که در آنجا حداقل دو نیاز اساسی –از قبیل آب، برق، مدرسه، یا خدمات بهداشتی- مهیا نبود. خانواده‌های دریافت‌کننده می‌بایست فرزندانشان را در مدارس ثبت‌نام می‌کردند و مطمئن می‌شدند که واکسن‌ها را تزریق کرده‌اند. مادران می‌بایست در برنامه‌های مراقبت پیش از بارداری و کنترل‌های پس از بارداری شرکت می‌کردند. بزرگسالان می‌بایست کارت شناسایی ملی می‌داشتند و فرزندان نیز شناسنامه دریافت می‌کردند. با این شرایط تا حداکثر هشت سال خانواده‌ها این اعانه را دریافت می‌کردند. در چهار سال اول خانواده‌ها می‌توانستند این سی دلار را کامل دریافت کنند و در چهار سال آخر کاهش تدریجی تا قطع کامل آن در برنامه بود. 
در برخی خانوارها این سی دلار گاه دو برابر درآمد آنها بود. آنها طیفی از برنامه‌ها را برای خرج کردن این مبلغ درذهن داشتند؛ از خرید غذا تا لباس تا خرید حیوانات برای شروع یک کسب و کار. در ابتدا زنان این قراردادها را با دولت امضا می‌کردند زیرا علاوه بر آنکه تحقیقات نشان می‌دهد که زنان محتمل‌تر است که پول را در راه رفاه خانوار و آموزش کودکان سرمایه‌گذاری کنند، در پی مهاجرت شغلی و غیاب شوهرانشان آنها بودند که همچنان در روستاها می‌ماندند. 